# Hémorragie digestive basse
Une hémorragie digestive basse est une hémorragie qui survient en aval de l’angle duodéno-jéjunal : intestin grêle, côlon, rectum et anus.

## Symptômes
Une hémorragie digestive basse est souvent révélée par :
- une rectorragie
- une diarrhée sanglante

Associées à :
- des caillots
- un malaise isolé voire un état de choc

## Étiologie
Les causes des hémorragies digestives basse sont multiples :

### De l'hémorragie digestive basse mineure
- Très fréquentes :
  - Hémorroïde
  - Fissure
  - Autres affections périanales
  - Rectite

- Moins fréquentes :
  - Néoplasie
  - Maladie inflammatoire de l’intestin
  - Colite infectieuse
  - Colite de radiation
  - Angiodysplasie
  - Ischémie
  - Ulcère rectal

### De l’hémorragie digestive basse majeure
- Très fréquentes :
  - Affection diverticulaire
  - Angiodysplasie

- Moins fréquentes :
  - Ischémie
  - Néoplasie
  - Maladie inflammatoire de l’intestin
  - Hémobilie
  - Affection périanale
  - Fistule aorto-entérique
  - Ulcère rectal solitaire